# ناکامورا چوبی
ناکامورا چُوبِی (به ژاپنی: 中村 長兵 Nakamura Chōbei)؛ یک راهزن در قرن شانزدهم و دوره آزوچی-مومویاما در ژاپن بود. وی رهبر یک گروه راهزن در روستایی بنام اوگوروسو نزدیک به نبرد یامازاکی در سال ۱۵۸۲ بود. داستانی وجود دارد که وی آکچی میتسوهیده را به قتل رسانده‌است؛ بنابراین شایعه بعد از شکست میتسوهیده در نبرد یامازاکی وی از «روستای اوگوروسو» رد می‌شده‌است. ناکامورا چُوبِی در میان بامبوها خود را پنهان کرده و هنگام عبور میتسوهیده وی را با نیزه کشته‌است. این واقعه چند هفته بعد از حادثه معبد هوننو و مرگ اودا نوبوناگا اتفاق افتاده‌است.